# Volujak (planina u BiH, Kreševo)
Volujak je planina u Bosni. 

## Zemljopisni položaj
Nalazi se jugoistočno od Kreševa. Na istoku i sjeveroistoku protječe rijeka Lepenica, na jugu Crna rijeka, na sjeverozapadu jedan manji vodotok. Volujak se za razliku od većine planina iz ovog dijela lanca pruža u smjeru jugozapad – sjeveroistok. Na njenim je padinama više sela. Najviši vrh je Meoršće na krajnjem jugozapadu, a drugi po visini vrh Čabren je na krajnjem sjeveroistoku.
Ponegdje i brdo Čubren (Čabren) uračunavaju u dio masiva Volujka. Kao i svi brdski dijelovi općine Kiseljaka, prekriven je šumom različite kvalitete, od šikara, šumskog rastinja do kvalitetnog drva. U uvjetima nebrige i suša može predstavljati opasnost za izbijanje požara.